# Türkisches Bad (Dresden)

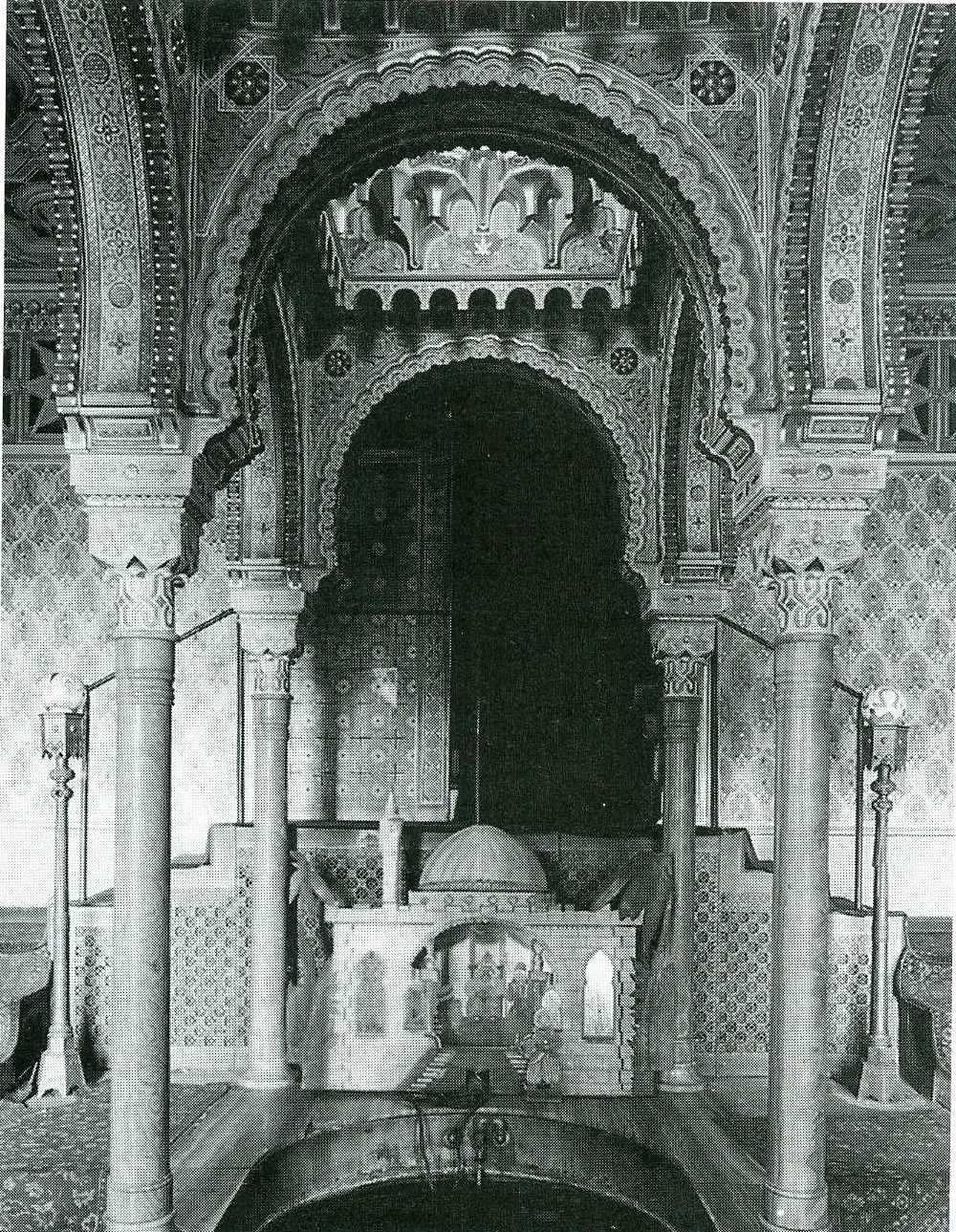
Türkisches Bad (um 1900)

Das Türkische Bad ist das maurisch-orientalische Bad von Schloss Albrechtsberg in Dresden. Der Bauherr Prinz Albrecht von Preußen ließ es in Erinnerung an seine Orientreise 1843 errichten. 
Dieses wurde vom preußischen Architekten Carl von Diebitsch 1855 nach dem Vorbild der Alhambra gestaltet. 
Das Bad befindet sich in einem kleinen Raum, der vom 1. Obergeschoss zugänglich ist. Eine steile, geradläufige Treppe führt herunter zum Bad, teilt sich und führt um das Wasserbecken. Ein zweijochiges baldachinartiges Stalaktitengewölbe ruht auf Marmorsäulen, die auf dem erhöhten Rand des Wasserbeckens stehen.
Bemalte Stuckfliesen schmücken den Raum und den Treppenaufgang, während Intarsien auf die niedrigen Holzpaneele angebracht worden sind. Vorherrschende Farben sind rot, blau, rosa und golden. Zwei Kandelaber stehen in den äußeren Ecken während Spiegel an den drei Wänden zu sehen sind.
Die Reisen des Schlosseigentümers, des Prinzen Albrecht von Preußen, und die damalige Orientmode haben ihn vermutlich zur Einrichtung eines solchen Bades inspiriert.
Das Bad diente als Kulissenvorlage für den DEFA-Film Die Geschichte vom kleinen Muck.
Neben der Inneneinrichtung der Alten Synagoge zu Dresden, die nicht mehr erhalten geblieben ist, bildet das Türkische Bad die letzte Inneneinrichtung im Stil maurischer Kunst.